# John Burn-Murdoch
John Burn-Murdoch és un periodista, especialitzat en periodisme de dades i membre de l'equip de notícies interactives del Financial Times.
Geògraf de formació i amb un màster en periodisme interactiu per la Universitat City de Londres, ha col·laborat en diversos mitjans com el diari The Guardian on va ser membre de l'equip de dades fins a l'any 2013 i la revista Which? Magazine. És professor i conferenciant habitual en congressos i tallers sobre periodisme i visualització de dades.

## Publicacions
- "The Advent of the Statistician Journalist" (Capítol). VVAA. Data journalism: Mapping the future. Abramis Academic Publishing. 2014